# Ораниенбаумская улица
Ораниенба́умская у́лица — улица в Петроградском районе Санкт-Петербурга. Проходит от Большого проспекта Петроградской стороны до Чкаловского проспекта.

## История
В XIX веке улица именовалась Односторонней, поскольку была застроена только по одной (западной) стороне. В конце XIX века получила своё нынешнее название, происходящее от города Ораниенбаума в пригородах Санкт-Петербурга (ныне город Ломоносов).

## Достопримечательности

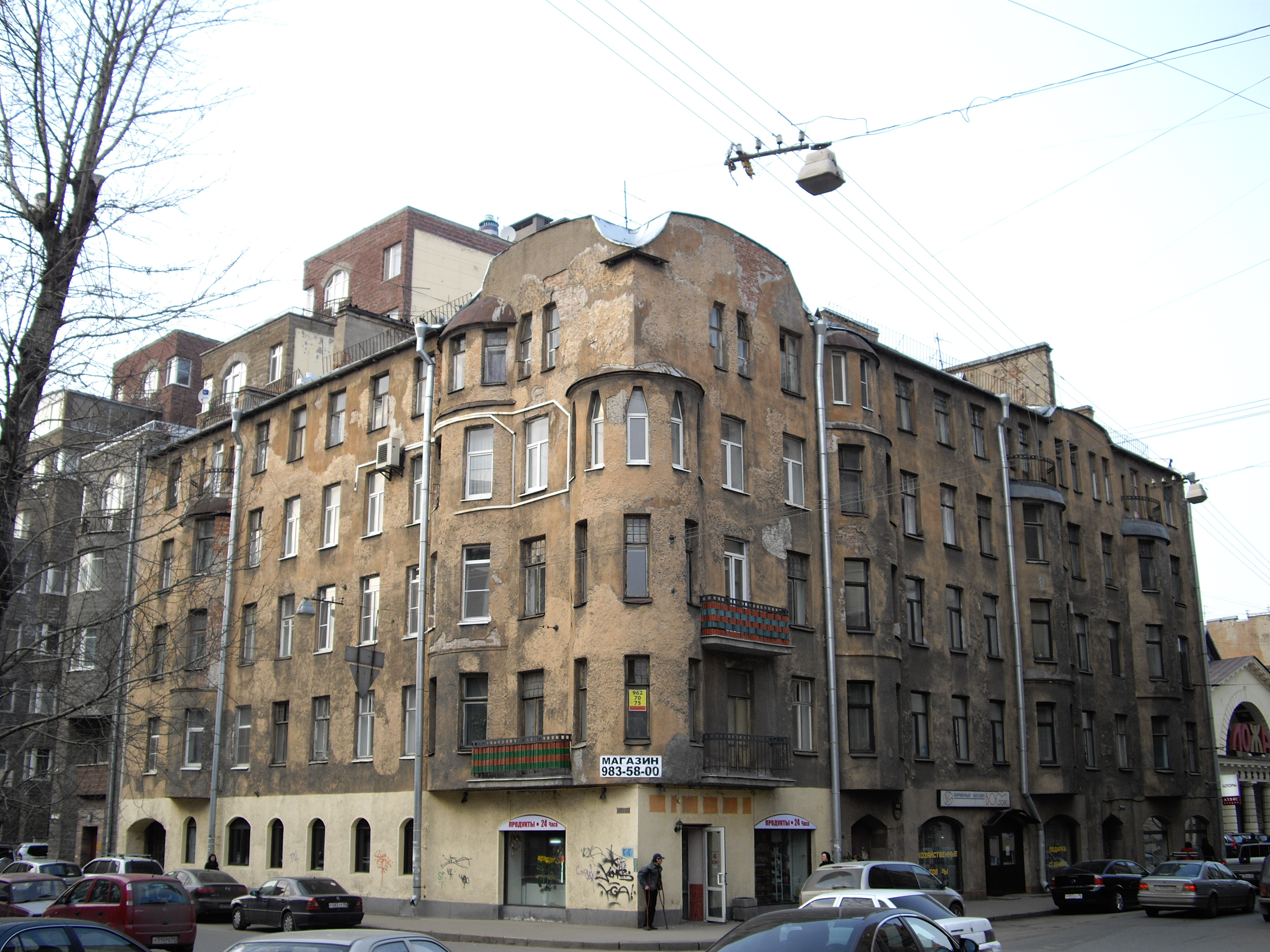
Доходный дом (архитектор И. А. Претро) на углу с Малым проспектом

- Дом Путиловой, или «Дом с совами» находится на углу Ораниенбаумской улицы и Большого проспекта П. С.
- На пересечении Ораниенбаумской улицы с Чкаловским проспектом находился одно из зданий Печатного двора имени А. М. Горького.
- Также на улице расположен Ораниенбаумский сад, ограниченный Чкаловским проспектом, Колпинским переулком, северными стенами прилегающими друг к другу домов 13 и 2 по Чкаловскому и Колпинскому соответственно и, наконец, самой Ораниенбаумской улицей.
- №5 Всероссийское общество слепых — региональное отделение. На этом месте до 1917 год был деревянный 2-этажный дом 1866 года постройки, последним владельцом которого был тверской купец 2-й гильдии Георгий Толстов, также владелец трактира на Большом проспекте д.19 в конце XIX века.